# Yeraskh
Yeraskh (in armeno Երասխ?) è un comune dell'Armenia di 865 abitanti (2008) della provincia di Ararat.